# Electron beam-induced deposition
La croissance assistée par faisceau d'électrons (en anglais Electron beam-induced deposition (EBID)) est un procédé de décomposition, induite par un faisceau d'électrons, de molécules gazeuses adsorbées sur un substrat. La résultante en est un dépôt solide constitué des fragments non volatils de la molécule de précurseur. Le faisceau d'électrons, s'il provient d'un microscope électronique à balayage ou à transmission (scanning electron microscope) peut permettre la réalisation de structures à haute résolution spatiale (diamètre inférieur au nanomètre), ou des structures tridimensionnelles.